# Pionierlager

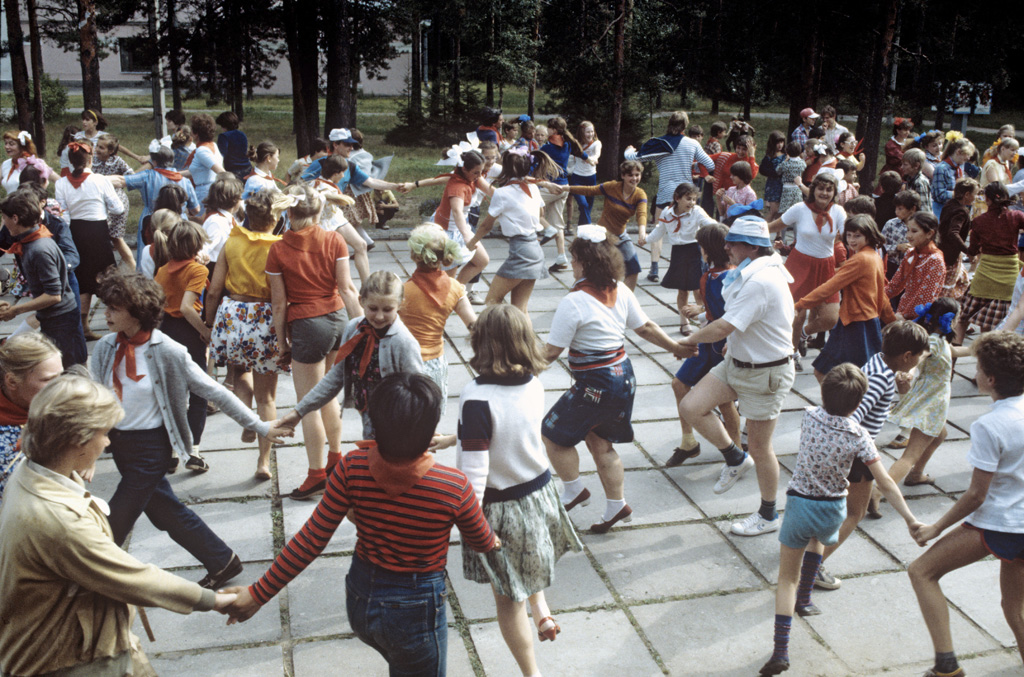
Sowjetisches Pionierlager 1985 im Gebiet Leningrad

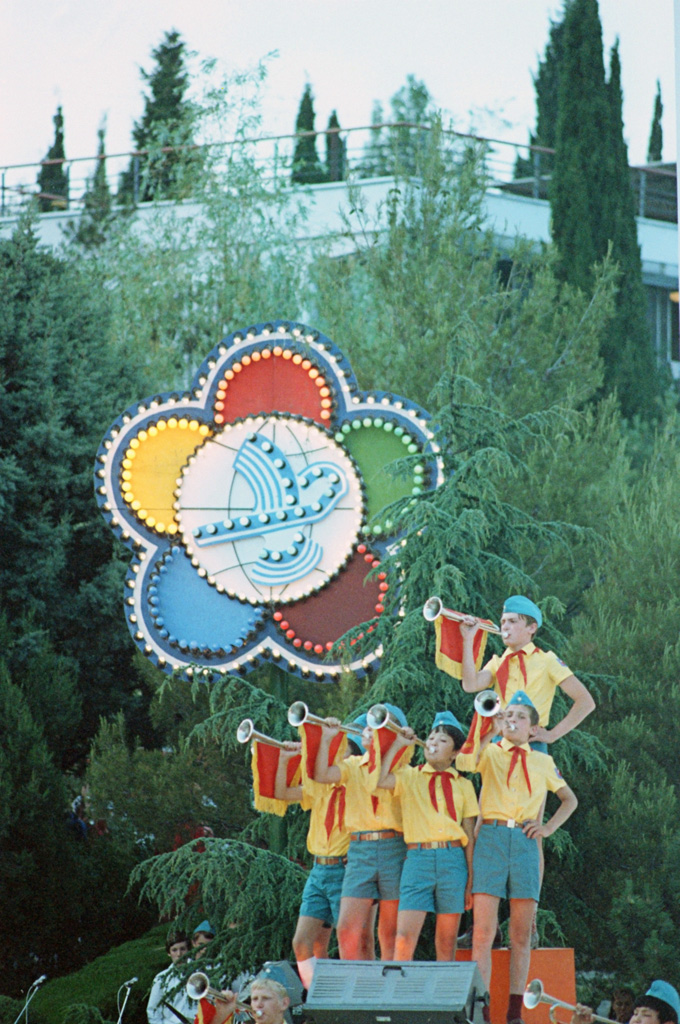
Sowjetisches Pionierlager Artek (Krim, Ukrainische Sozialistische Sowjetrepublik) im August 1985

Als Pionierlager wurden im Rahmen der Pionierorganisationen bestimmte Kinderferienlager in der Sowjetunion, der DDR und anderen Staaten unter sowjetischem Einfluss bezeichnet.

## Geschichte
Die ersten Pionierlager wurden in den 1920er Jahren von kommunistischen Parteien in verschiedenen Ländern durchgeführt. Sowohl die Komsomol-Lager der Pionierorganisation Wladimir Iljitsch Lenin in der Sowjetunion als auch die Lager des zur KPD gehörenden Roten Frauen- und Mädchenbundes orientierten sich in ihrer äußeren Gestalt an den Zeltlagern der Pfadfinderbewegung, inhaltlich stand aber die Erziehung zum „kommunistischen Menschen“ im Mittelpunkt. Damit richteten sich die Pionierlager auch gegen ähnliche Angebote anderer Jugendverbände und Organisationen, bei denen eine Beeinflussung der Arbeiterkinder befürchtet wurde. Schon um 1930 wurden einige dieser Lager als so genannte Pionierrepubliken bezeichnet, in denen die teilnehmenden Kinder weitgehende Mitbestimmungsrechte hatten.

## DDR
Mit der Gründung der Pionierorganisation Ernst Thälmann als Kinderverband der Freien Deutschen Jugend wurde in der DDR die Anzahl und Häufigkeit der Pionierlager deutlich erhöht, in den 1950er Jahren meist noch als Zeltlager, später an vielen Orten als feste Lagereinrichtungen. Diese wurden im Allgemeinen von Großbetrieben finanziert und unterstützt. 
Aber auch die Kinderorganisationen der westdeutschen KPD, später der DKP, führten Pionierlager durch.

## Bekannte Ferienlager
Das bekannteste Pionierlager in der DDR war die Pionierrepublik Wilhelm Pieck am Werbellinsee und in der Sowjetunion das Allunions-Pionierlager Artek auf der Halbinsel Krim.